# انتونیو اوتگویی
انتونیو اوتگویی (انگلیسی: Antonio Otegui؛ زادهٔ ۷ مارس ۱۹۹۸) بازیکن فوتبال اهل اسپانیا است.
از باشگاه‌هایی که در آن بازی کرده‌است می‌توان به باشگاه فوتبال نومانسیا و باشگاه فوتبال اوساسونا اشاره کرد.
وی همچنین در تیم‌های ملی فوتبال زیر ۱۸ سال اسپانیا و زیر ۲۰ سال اسپانیا بازی کرده‌است.